# Жупечја вас
Жупечја вас (словен. Župečja vas) је насељено место у општини Кидричево, Подравска регија, Словенија.

## Историја
До територијалне реорганизације у Словенији била је у саставу старе општине Птуј.

## Становништво
У попису становништва из 2011. године, Жупечја вас је имала 259 становника.
| Број становника према пописима | Број становника према пописима | Број становника према пописима |
| ------------------------------ | ------------------------------ | ------------------------------ |
| 1991                           | 2002                           | 2011                           |
| 243                            | 251                            | 259                            |

Напомена: Године 1974. смањена за део насеља који је спојен са делом издвојеним од насеља Кидричево у ново самостално насеље Стрнишче.